# 킨장 도르지

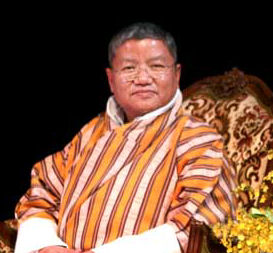
킨장 도르지

킨장 도르지(Kinzang Dorji, 1951년 2월 19일 몽가르 현 ~ )는 부탄의 정치인이다. 2차례(2002년 8월 14일 ~ 2003년 8월 30일, 2007년 8월 3일 ~ 2008년 4월 9일)에 걸쳐 부탄의 총리를 역임했다.